# RS-82 (familia de cohetes)
El RS-82 y el RS-132 (en ruso: Реактивный Снаряд; proyectil impulsado por cohete, Reaktivny Snaryad) era un cohete no guiado usado por los aviones militares de los soviéticos en la Segunda Guerra Mundial.

## Desarrollo
El trabajo de diseño en los cohetes RS-82 y RS-132 comenzó a principios de los años 1930, por un equipo liderado por Gueorgui Languemak, Vladímir Artémiev, Borís Petropavlovski, Yuriy Pobedonostsev entre otros. Los diámetros de 82 mm (3,2 pulgadas) y 132 mm (5,2 pulgadas) fueron escogidos ya que las cargas de pólvora sin humo estándares de la época eran de 24 mm (0,94 pulgadas) de diámetro y siete de estas cargas podían caber en un cilindro de 82 mm. Las primeras pruebas de disparo se hicieron en noviembre de 1929. En 1937, los rieles lanzadores aerodinámicamente eficientes RO-82 fueron diseñados para poder montar estas nuevas armas en los aviones.

## Historia operacional
El primer uso en combate de cohetes no guiados lanzados desde un avión ocurrió el 20 de agosto de 1939, durante la Batalla de Jaljin Gol. Cinco cazas Polikarpov I-16 lanzaron cohetes contra un vuelo de cazas japoneses, derribando a dos. También seis bombarderos Tupolev SB usaron el RS-132 para ataques a tierra durante la Guerra de invierno. El RS-82 y RS-132 entraron oficialmente en servicio en el año 1940.
Como la mayor parte de los cohetes no guiados, el RS sufría de una pobre precisión. Las pruebas iniciales demostraron que, cuando se disparaban desde 500 m (1.640 pies), solo un 1,1% de los 186 RS-82 disparados impactaban en un solo tanque y que solo el 3,7% impactaban en una columna de tanques. La precisión del RS-132 era incluso peor con ningún impacto en el blanco con 134 disparos en una prueba. La precisión en combate era incluso peor dado que los cohetes normalmente eran disparados desde mayores distancias. Para complicar aún más las cosas, el RS-82 requería un impacto directo para deshabilitar a los blindados alemanes ligeros, ya que los impactos cercanos no causaban ningún daño. El RS-132 podía destruir los blindados alemanes medios con un impacto directo pero casi no causaba daños con impactos cercanos en los blindados ligeros y medianos. Los mejores resultados usualmente se obtenían cuando se disparaban en salvas contra grandes blancos terrestres.
Casi todos los aviones militares soviéticos de la Segunda Guerra Mundial usaron el RS-82 y RS-132, a menudo con lanzadores improvisados. Algunos Ilyushin Il-2 fueron modificados en terreno para llevar hasta 24 cohetes aunque la resistencia aerodinámica y el peso hacían estas modificaciones imprácticas.
Derivados del RS son los cohetes M-8 y M-13 que eran usados en lanzador de cohetes de artillería Katyusha.

## Variantes
- RS-82 y RS-132 - cabeza de guerra de alto explosivo
- BRS-82 y BRS-132 - cabeza de guerra perforante blindada
- ROFS-132 - cabeza de guerra de fragmentación
- M-8 - RS-82 mejorada con una cabeza de guerra mucho más grande (0,64 kg (1,4 libras) de explosivos) y el motor cohete del BM-8 Katyusha
- M-13 - RS-132 mejorado con una cabeza de guerra mucho más grande (4,9 kg (10,8 libras) de explosivos) y el motor cohete del BM-13 Katyusha, también podía ser usada por el Ilyushin Il-2

## Especificaciones (RS-132)
- Diámetro del cuerpo: 132 mm (5,2 pulgadas)
- Envergadura de las alas: 300 mm (11 pulgadas)
- Largo: 845 mm (33 pulgadas)
- Peso: 23,0 kg (50 libras)
- Peso del explosivo: 0,9 kg (2 libras)
- Radio de fragmentación: 10 m (33 pies)
- Velocidad máxima: 350 m/s (1.150 pies/s)
- Alcance: 7,1 km (4,4 millas)
- Pecisión: 16 mil angular